# Almost Lover
«Almost Lover» (с англ. — «Почти возлюбленный») ― первый сингл певицы A Fine Frenzy с ее дебютного студийного альбома, One Cell in the Sea. Сингл получил большую популярность в Европе. Также, он стал одним из самых популярных синглов в 2008 году. Сингл не попал в американский Billboard Hot 100, но имел успех в Европе, достигнув топ-10 в чартах Австрии, Германии и Швейцарии.

## Клип
Для сингла было создано два клипа. На первом A Fine Frenzy в лесу, играет на пианино посередине реки. Внезапно камни начинают взлетать в небо. Позже мы видим как пианино, на котором играет Элисон, начинает распадаться на части. Следующие видео, режиссировали которое Nee Brothers. В этой версии клипа Элисон играла за стеклянными дверьми. Она играет на грязном пианино, вспоминая своего «Почти возлюбленного».

## Критика
Сьюзан Висаковиц из Billboard написала, что, хотя Судол использует хорошо заезженную тему в песне, она делает это с поэтическими оборотами и прекрасным вокалом, которые приводят к тому, что сингл создает длительное первое впечатление. В обзоре альбома One Cell in the Sea Ширли Гальперин из Entertainment Weekly написала, что драматизм в песне творит чудеса и демонстрирует вокал Судол.

## В культуре
Песня прозвучала в таких сериалах, как «Голливудские холмы» и «Форс-мажоры». Журнал Rolling Stone упомянул появление песни в сериале «Голливудские холмы» как один из 15 лучших музыкальных моментов сериала. Также она была использована в шоу «So You Think You Can Dance».

## Трек-лист
| №  | Название       | Автор(ы)     | Длительность |
| -- | -------------- | ------------ | ------------ |
| 1. | «Almost Lover» | Alison Sudol | 4:30         |

| №  | Название                    | Автор(ы)     | Длительность |
| -- | --------------------------- | ------------ | ------------ |
| 1. | «Almost Lover» (radio edit) | Alison Sudol | 4:17         |

| №                   | Название                      | Автор(ы)            | Длительность |
| ------------------- | ----------------------------- | ------------------- | ------------ |
| 1.                  | «Almost Lover» (radio edit)   | Alison Sudol        | 4:17         |
| 2.                  | «Almost Lover» (instrumental) | Sudol               | 4:33         |
| 3.                  | «Whisper»                     | Sudol Lukas Burton  | 4:56         |
| Общая длительность: | Общая длительность:           | Общая длительность: | 13:46        |

| №                   | Название                      | Автор(ы)            | Длительность |
| ------------------- | ----------------------------- | ------------------- | ------------ |
| 1.                  | «Almost Lover» (radio mix)    | Alison Sudol        | 3:38         |
| 2.                  | «Almost Lover» (remix)        | Sudol               | 3:57         |
| 3.                  | «Almost Lover» (radio edit)   | Sudol               | 4:17         |
| 4.                  | «Almost Lover» (instrumental) | Sudol               | 4:33         |
| 5.                  | «Whisper»                     | Sudol Burton        | 4:56         |
| Общая длительность: | Общая длительность:           | Общая длительность: | 21:21        |

## Чарты
| Чарт (2007–08)                         | Высшая позиция |
| -------------------------------------- | -------------- |
| Австрия (Ö3 Austria Top 40)            | 5              |
| Чехия (Rádio — Top 100)                | 35             |
| Германия (GfK)                         | 8              |
| Швейцария (Schweizer Hitparade)        | 10             |
| США (Billboard Bubbling Under Hot 100) | 9              |
| США (Billboard Adult Contemporary)     | 23             |
| США (Billboard Digital Song Sales)     | 62             |

| Чарт (2008)                       | Позиция |
| --------------------------------- | ------- |
| Austria (Ö3 Austria Top 40)       | 20      |
| Germany (Official German Charts)  | 28      |
| Switzerland (Schweizer Hitparade) | 27      |

| Регион                                                      | Сертификация | Продажи  |
| ----------------------------------------------------------- | ------------ | -------- |
| Германия (BVMI)                                             | Золотой      | 150 000^ |
| Швейцария (IFPI Switzerland)                                | Золотой      | 15 000^  |
| ^ Данные о тиражах приведены только на основе сертификации. |              |          |